# 15 Arietis
15 Arietis este o stea din constelația Berbecul.
1. 1 2  General Catalogue of Variable Stars
2. ↑  Gaia Early Data Release 3